# 松平忠馮
松平 忠馮（まつだいら ただより）は、江戸時代中期から後期にかけての大名。肥前国島原藩主。深溝松平家12代当主。官位は従五位下・主計頭、主殿頭。

## 生涯
明和8年（1771年）5月6日、先代藩主（当時は下野国宇都宮藩主）松平忠恕の六男として誕生した。兄たちは庶出で他家に養子入りしたため、正室の子の忠馮が世子となり、天明7年（1787年）12月18日に従五位下・主計頭に叙任される。寛政4年（1792年）、父が雲仙岳眉山の大爆発による心労で急死したため、家督を継いだ。
忠馮は雲仙岳の爆発による領民の救済のため、幕府から1万2,000両を借用し、さらに衣類取締令・奢侈禁止令などを出して出費を抑制し、苦しくなっていた藩財政の再建も目指した。文化期に入ると外国船の来航が問題になり始めたため、海防の強化を行なっている。しかし相次ぐ天災や海防問題などから財政はさらに悪化したため、忠馮は橋爪宗平と板倉勝彪を登用して藩政改革を行なった。文化7年（1810年）6月には三府会議制を創設し、これにより大坂商人との取引などを行なった。文化8年（1811年）には国産方役所を設置して専売制を始め、文化9年（1812年）には公事方役所を設置して裁判の迅速化を図った。
文化13年（1816年）、板倉勝彪が「御内定書上表文」を提出し、財政再建のために家臣団のリストラが必要であると訴えたが、忠馮は存命中は受け入れなかった（死後の文政8年（1825年）からリストラが始まる）。農民政策に関しても、文化11年（1814年）に農民永保法を制定して百姓関係の土地整理を行なった。学問関係では、寛政6年（1793年）9月に藩校・稽古館を創設している。

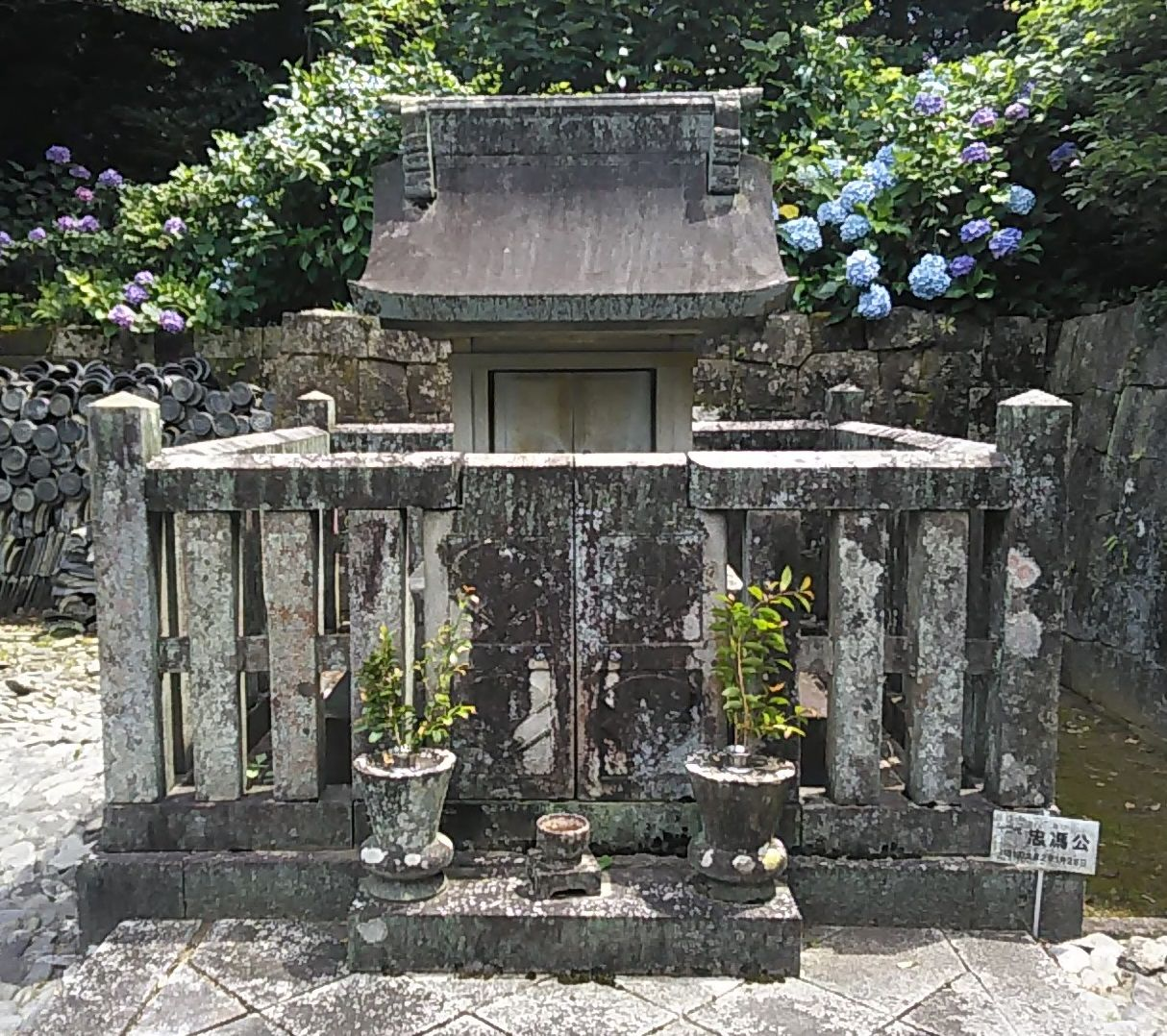
松平忠馮の墓(幸田町本光寺)

このように改革が実りつつあった中での文政2年（1819年）1月28日に死去した。享年49。家督を四男の忠侯が継いだ。

## 系譜
父母
- 松平忠恕（父）
- 珪樹院 - 真田信安の娘（母）

正室
- 豊章院 - 井伊直幸の娘

側室
- 寿
- 良
- 筆

子女
- 井上正廬（次男） - 井上正健の養子
- 松平忠侯（四男） 生母は豊章院
- 京極高景（六男） - 京極高鎮の養子
- 森川俊民（八男） - 森川俊知の養子
- 真田幸忠（十男） - 真田幸貫の養子
- 中西元歴
- 松平忠篤 - 松平忠愛の父
- 志賀 - 池田政共正室
- 板倉勝晥室、後に山名義問継室
- 喜代 - 生駒親愛正室